# Du Huan
Du Huan (eenvoudig Chinees: 杜环; traditioneel Chinees: 杜環; pinyin: Dù Huán, 8e eeuw) was een Chinese schrijver van reisverhalen, geboren in Chang'an gedurende de Tang dynastie. Hij was, zoals hij schrijft, tezamen met de ambachtslieden Fan Shu en Liu Ci en de fabriekswevers Le Wei en Lu Li, een van de weinige krijgsgevangen gemaakte Chinezen in de Slag om Talas. Na een lange reis door Arabische landen, keerde hij in 762 per schip terug in Guangzhou. Daar schreef hij de Jingxingji, een werk dat later bijna volledig verloren ging, maar waarvan kleine stukjes overleefden in de Tongdian, een historiografische encyclopedie, gemaakt door zijn bloedverwant Du You. Een stukje hieruit gaat als volgt (onder Molin wordt hier Noord- of Oost-Afrika verstaan):
"We gingen ook naar Molin, ten zuidwesten van Jeruzalem. Je kon dit land bereiken na de Sinaïwoestijn te zijn overgestoken en ongeveer 2.000 li te hebben gereisd. De mensen hebben daar een zwarte huidskleur en hun gewoonten zijn ruig. Er is maar weinig rijst en graan en er zijn geen gras of bomen op het land. De paarden worden gevoed met gedroogde vis en de mensen eten Gumang. De subtropische ziekte is wijdverspreid. Na het binnenland te zijn ingegaan, bleek daar een bergachtig land te zijn met een aantal geloven. Er zijn er drie: de Arabische, de Byzantijnse en Zimzim. De Zimzim praktiseren incest en zijn op dit onderdeel het ergst van alle barbaarse geloven. De volgelingen van het geloof van de Arabieren (...) eten geen varkensvlees of vlees van honden, ezels of paarden; zij aanbidden niet de koning van een land of hun voorouders. Zij geloven niet in bovennatuurlijke krachten, offeren alleen aan de hemel en aan niemand anders. Volgens hun gewoonte is iedere zevende dag een feestdag, waarop geen handels -en valutatransacties. (...) Binnen het geloof van de Byzantijnen zijn hulpvaardige medische artsen die diarree herkennen; zij kunnen een ziekte signaleren voor zijn uitbraak, of kunnen wormen verwijderen door de hersens te openen."